# Andrena sarydzhasi
Andrena sarydzhasi là một loài Hymenoptera trong họ Andrenidae. Loài này được Osytshnjuk mô tả khoa học năm 2005.